# Operace Midnight Climax
Operaci Midnight Climax spustil v roce 1954 Sidney Gottlieb a vedl ji Federální úřad pro narkotika v Bostonu v Massachusetts, velícím důstojníkem byl George Hunter Whitee vystupující pod pseudonymem Morgan Hall. Projekt spadal pod CIA jako podprojekt projektu MKULTRA, což byl výzkumný program kontroly mysli, který probíhal v 50. letech 20. století. Než byly programy ukončeny, pracovaly na nich stovky vědců. 

## Historie
Projekt začal v roce 1954. Měl za úkol zkoumat účinky LSD. Lákali občany do tajných pracovišť, kde jim bez jejich vědomí vpravovali do těla celou řadu různých látek a poté přes jednosměrné sklo sledovali jejich reakce. Všechny tyto činnosti byly nelegální. 
Program Midnight Climax byl brzy rozšířen a pracovníci CIA začali tyto látky podávat i lidem v restauracích, barech a na plážích.  
Projekt MKULTRA vyšel najevo na jaře 1977 během rozsáhlého průzkumu divize technických služeb CIA. John K. Vance, člen personálu generálního inspektora CIA, zjistil, že agentura provádí výzkumný projekt, který zahrnoval nedobrovolné podávání LSD a dalších drog  lidským subjektům.